# Lundellianthus salvinii
Lundellianthus salvinii là một loài thực vật có hoa trong họ Cúc. Loài này được (Hemsl.) Strother mô tả khoa học đầu tiên năm 1989.